# 天堂之門 (電影)
《天堂之門》（英語：Heaven's Gate）是一部拍攝於1980年的美国电影，由迈克尔·西米诺编剧并执导，克里斯·克里斯托佛森等人主演。该片以约翰逊县战争為背景，講述了19世纪90年代怀俄明州土地主與欧洲移民之间的纠纷。